# Campionati mondiali juniores di bob 2012
I Campionati mondiali juniores di bob 2012, ventiseiesima edizione della manifestazione organizzata dalla Federazione Internazionale di Bob e Skeleton, si sono disputati dal 26 al 29 gennaio 2012 a Igls, in Austria, sulla Kunsteisbahn Bob-Rodel Igls, il tracciato sul quale si svolsero le competizioni del bob e dello slittino ai Giochi di Innsbruck 1976 e le rassegne iridate juniores del 2001 (per le sole specialità maschili), del 2006 e  del 2008 (anche nel bob a due donne). La località tirolese ha quindi ospitato le competizioni mondiali di categoria per la quarta volta nel bob a due uomini e nel bob a quattro e per la terza nel bob a due donne.

## Risultati

### Bob a due uomini
La gara si è disputata il 28 gennaio 2012 nell'arco di due manches ed hanno preso parte alla competizione 27 compagini in rappresentanza di 14 differenti nazioni.
| Pos. | Atleti                            | Nazione     | Tempo   | Distacco |
| ---- | --------------------------------- | ----------- | ------- | -------- |
|      | Oskars Melbārdis Jānis Strenga    | Lettonia    | 1:46.17 |          |
|      | Benjamin Schmid Marko Hübenbecker | Germania    | 1:46.45 | +0.28    |
|      | Ivo de Bruin Bror van der Zijde   | Paesi Bassi | 1:46.83 | +0.66    |
| 4    | Uģis Žaļims Raivis Zīrups         | Lettonia    | 1:47.19 | +1.02    |
| 5    | Loïc Costerg Romain Heinrich      | Francia     | 1:47.27 | +1.10    |
| ...  | ...                               | ...         | ...     | ...      |

### Bob a due donne
La gara si è disputata il 26 gennaio 2012 nell'arco di due manches ed hanno preso parte alla competizione 15 compagini in rappresentanza di 9 differenti nazioni.
| Pos. | Atleti                              | Nazione     | Tempo   | Distacco |
| ---- | ----------------------------------- | ----------- | ------- | -------- |
|      | Christina Hengster Anna Feichtner   | Austria     | 1:47.97 |          |
|      | Stefanie Szczurek Franziska Bertels | Germania    | 1:48.18 | +0.21    |
|      | Carolin Zenker Stephanie Schneider  | Germania    | 1:48.79 | +0.82    |
| 4    | Miriam Wagner Franziska Fritz       | Germania    | 1:48.98 | +1.01    |
| 5    | Marije van Huigenbosch Sanne Dekker | Paesi Bassi | 1:49.49 | +1.52    |
| ...  | ...                                 | ...         | ...     | ...      |

### Bob a quattro
La gara si è disputata il 29 gennaio 2012 nell'arco di due manches ed hanno preso parte alla competizione 15 compagini in rappresentanza di 10 differenti nazioni.
| Pos. | Atleti                                                         | Nazione  | Tempo   | Distacco |
| ---- | -------------------------------------------------------------- | -------- | ------- | -------- |
|      | Oskars Melbārdis Helvijs Lūsis Arvis Vilkaste Jānis Strenga    | Lettonia | 1:44.36 |          |
|      | Nikita Zacharov Jurij Selichov Il'vir Chuzin Pëtr Moiseev      | Russia   | 1:44.81 | +0.45    |
|      | Benjamin Schmid Marko Hübenbecker Steven Deja Fabian Heinemann | Germania | 1:44.83 | +0.47    |
| 4    | Martin Suter Clemens Bracher Thomas Ruf Simon Friedli          | Svizzera | 1:45.11 | +0.75    |
| 5    | Uģis Žaļims Kristaps Kalniņš Raivis Voitkuns Raivis Zīrups     | Lettonia | 1:45.20 | +0.84    |
| ...  | ...                                                            | ...      | ...     | ...      |

## Medagliere
| Posizione | Nazione     | Oro | Argento | Bronzo | Totale |
| --------- | ----------- | --- | ------- | ------ | ------ |
| 1         | Lettonia    | 2   | 0       | 0      | 2      |
| 2         | Austria     | 1   | 0       | 0      | 1      |
| 3         | Germania    | 0   | 2       | 2      | 4      |
| 4         | Russia      | 0   | 1       | 0      | 1      |
| 5         | Paesi Bassi | 0   | 0       | 1      | 1      |
| Totale    | Totale      | 3   | 3       | 3      | 9      |